# 安德拉斯·托馬
安德拉斯﹒托馬（András Toma; 1925年12月5日—2004年3月30日（78歲））是出生於匈牙利新費黑爾托的軍人，也是最後一位獲得釋放的二戰戰俘。托馬於戰時在蘇聯被俘，因言语不通輾轉流徙及失缺身份證明被診斷為患有精神病，長年滯留於距莫斯科600多英里外的一所精神病院。被困長達五十多年後，機緣巧合下終有人聽得懂他所說的是匈牙利、斯洛伐克一帶的方言，但因長期的隔絕及精神科藥物的影響，他不能立刻想出自己的家鄉何在。他被送回布達佩斯，隨著記憶力的恢復並輔以基因鑑定，他的身份最終獲得確定，回到了家鄉與失散多年的家人團聚生活。